# Asmate mongolica
Asmate mongolica là một loài bướm đêm trong họ Geometridae.